# Кастийон-Савес
Кастийо́н-Саве́с (фр. Castillon-Savès) — коммуна во Франции, находится в регионе Юг — Пиренеи. Департамент — Жер. Входит в состав кантона Л’Иль-Журден. Округ коммуны — Ош.
Код INSEE коммуны — 32090.

## География

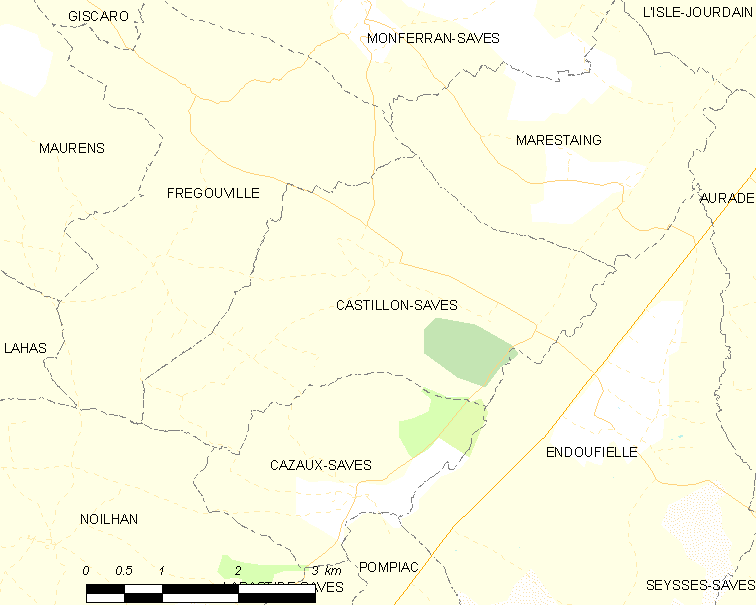
Карта коммуны

Коммуна расположена приблизительно в 600 км к югу от Парижа, в 37 км западнее Тулузы, в 34 км к востоку от Оша.
На востоке коммуны протекает река Сав.

## Климат
Климат умеренно-океанический. Лето жаркое и немного дождливое, температура часто превышает 35 °С. Зимой часто бывает отрицательная температура и ночные заморозки. Годовое количество осадков — 700—900 мм.

## Население
Население коммуны на 2010 год составляло 289 человек.
| 1962 | 1968 | 1975 | 1982 | 1990 | 1999 | 2010 |
| ---- | ---- | ---- | ---- | ---- | ---- | ---- |
| 245  | 217  | 160  | 170  | 174  | 204  | 289  |

## Администрация
| Период | Период | Фамилия    | Партия        | Примечания |
| ------ | ------ | ---------- | ------------- | ---------- |
| 2001   | 2020   | Жан Лакруа | Разные правые |            |

## Экономика
В 2010 году среди 190 человек трудоспособного возраста (15-64 лет) 157 были экономически активными, 33 — неактивными (показатель активности — 82,6 %, в 1999 году было 78,1 %). Из 157 активных жителей работали 148 человек (84 мужчины и 64 женщины), безработных было 9 (3 мужчин и 6 женщин). Среди 33 неактивных 8 человек были учениками или студентами, 13 — пенсионерами, 12 были неактивными по другим причинам.